# Ouarda Baziz Chérifi
Ouarda Baziz Chérifi, née à Azazga à la Wilaya de Tizi Ouzou, est une poétesse et romancière algérienne.

## Biographie
Elle est née à Azazga,, est une poétesse et écrivaine algérienne,.
Ouarda Baziz Chérifi participe régulièrement dans les activités littéraires dans plusieurs villages et villes en Algérie, à travers des cafés littéraires, elle était enseignante d'anglais, puis à la retraite, Ouarda Baziz Chérifi a choisi d’écrire en français considérant les réalités socioculturelles de son pays. Elle débute l'écriture par un recueil de poésie après sa retraite, puis elle passe au roman, ses premiers romans sont autobiographiques basés sur des faits réels et sur son vécu, lors du Salon international du livre d'Alger en 2017, Principes et amertumes, son roman a été publié.

### Livres
- Amour de guerre, Édilivre, 2015 (ISBN 978-2-332-91126-1 et 2-332-91126-X, OCLC 922804864)[5].
- Principes et amertumes, éditeur Ouarda Baziz Cherifi, 2017 (ISBN 978-9-947-04943-3)[6].
- Les survivants de l'oubli, Éditions medias index, 2018 (ISBN 978-9-931-49109-5)[7].
- Mots et Maux, les Éditions du Net, 2019 (ISBN 978-2-312-07009-4)[8].
- Quand pleure le jasmin, roman, 2020[1].
- Tu seras grand, mon fils!, Éditions La Pensée, 2021 (ISBN 978-9-931-70845-2)[9].
- Comme un coup de Massue, Éditions Imtidad, 2022 (ISBN 978-9-931-75155-7)[10].

### Prix
Elle a obtenu le premier prix au concours Femmes de demain en 2020, son roman Quand pleure le jasmin, ce dernier a été parmi les trois lauréates du concours Plus jamais invisibles en 2020, ce concours a été organisé par Femmes de demain dans le cadre d'un forum au sujet de l'égalité porté par ONU-Femmes, précisément , elle a a gagné ce concours grâce à son texte littéraire  Je demeure cette femme qui sourit,.
Ouarda Baziz Chérifi a été honorée à la Maison de la Culture Mouloud Mammeri à Tizi Ouzou, lors de la journée internationale des femmes, le 8 mars 2023.